# Io e il re
Pour plus de détails, voir Fiche technique et Distribution.
Io e il re (traduction littérale en français : « Moi et le roi ») est un film italien réalisé par Lucio Gaudino sorti en 1995. 
Le film a été présenté à la Mostra de Venise 1995.

## Synopsis
L'action se déroule le 9 septembre 1943 dans un château près de Pescara où se déroulent les préparatifs des noces du neveu du comte, avec Maria, la fille de la cuisinière, tombée enceinte. Soudain tombe l'information que le roi d'Italie Victor-Emmanuel III qui avec sa cour fuit Rome pour Bridisi à cause de l'armistice de Cassibile doit s'arrêter quelques heures au château. Le moment est apprécié par Matilde, une jeune fille de douze ans, nièce du comte qui assiste avec une grande curiosité à tout ce qui se passe et finit par découvrir les secrets et les passions du monde des adultes.

## Fiche technique
- Titre original : Io e il re
- Réalisation :Lucio Gaudino
- Sujet : Lucio Gaudino, Ivan Orano
- Scénario : Lucio Gaudino, Ivan Orano, Claver Salizzato
- Photographie : Cesare Bastelli
- Production : DueA film, RAI 1
- Pays : Italie
- Date de sortie : Italie 1er septembre 1995
- Durée : 85 minutes
- Couleur : C
- Genre : Drame historique

## Distribution
- Laura Morante: Beatrice
- Franco Nero : Maggiore Ferri
- Carlo Delle Piane : Victor-Emmanuel III
- Carla Calò: Elena del Montenegro
- Philippe Leroy : le comte
- Azzurra Fiume Garelli : Matilde
- Maria Monsè : Maria
- Simone Melis : Tonio
- Angiola Baggi